# Моника Гелер
Моника Е. Гелер Бинг (енгл. Monica E. Geller Bing) je измишљени лик, један од шест главних ликова америчке ТВ серије „Пријатељи“, чију је улогу тумачила Кортни Кокс. Моника је куварица, млађа сестра Роса Гелера и најбоља пријатељица Рејчел Грин, позната по својој опсесији организацијом и чишћењем, као и великом такмичарском духу.

## Моникин живот
Моника Гелер је млађа сестра Роса Гелера, средњошколска пријатељица Рејчел Грин, бивша цимерка Фиби Буфе и жена Росовог пријатеља са колеџа Чендлера Бинга. У неколико епизода серије „Пријатељи“, уз помоћ флешбекова, временом се открива како је Моника као дете била јако гојазна, а улогу дебеле Монике такође тумачи Кортни Кокс Аркет, носећи посебно одело.
Моника је по занимању кувар. Радила је у чувеном „Кафе дез Артист“ ресторану, као слабо плаћени шеф кухиње у ресторану „Иридијум“, а након губитка посла у „Иридијуму“, прелази да ради у тематски ресторан „Мунденс Динер“ који је уређен по угледу на педесете године двадесетог века. Радећи тамо, упознаје милионера Пита Бекера, који, заљубљен у њу, отвара ресторан како би је у њему запослио. После прекида њихове везе до којег долази због његове жеље да постане шампион у „Алтимет фајту“, Моника заједно са Фиби покреће предузеће за испоруку готових јела, али је и овај посао био кратког даха. После тога се запошљава у ресторану „Алесандрос“, такође као шеф кухиње, али када Чендлер због посла мора да пређе да живи у Тулсу, Оклахома, Моника даје отказ како би могла да живи са њим у Тулси. Моника ипак остаје у Њујорку зато што добија добру пословну понуду у њујоршком ресторану „Џаву“, где ће радити до краја серије.
Моника Чендлера упознаје за време Росовог и његовог похађања колеџа, и чувши да ју је Чендлер назвао дебелом, Моника одлучује да смрша и губи сав свој вишак килограма. Њих двоје су се „смували“ у Лондону у четвртој сезони серије. Одлучују да своју везу држе у тајности, али када Џои открије да се њих двоје виђају, то убрзо сазнају и остали. Чендлер прелази да живи код Монике и после неког времена бива запрошен од стране Монике, и пристаје да се ожени њом. У седмој сезони, пар се коначно венчава, и то на церемонији коју води Џои. Убрзо откривају да не могу да имају деце, и на крају десете, последње сезоне усвајају тек рођене близанце, Ерику и Џека.

## Моникине особине

### Претерана педантност
Моника је на комичан начин опсесивна по питању изгледа свог стана и толико воли чишћење, да прање веша описује као „свој Дизниленд“. Ова њена особина постаје све претеранија и претеранија како серија одмиче. Неки од примера њене опседнутости су:
- Пешкире разврстава у 11 врста: „за свакодневну употребу“, „лепе“, „гостинске“, „гостинске лепе“...

- Све обележава етикетама: од посуђа до фотографија.

- Када јој Рос исприча како његова нова девојка има невероватно неуредан стан, Моника целу ноћ не може да заспи размишљајући о томе.

- Једном приликом, Моника се пред свима прави да је баш брига што јој ципеле стоје у дневној соби, уместо у ормарићу за обућу, али ипак остаје будна целу ноћ размишљајући о томе како да их склони, а да остали не примете.

- Поседовала је залихе средстава за чишћење аутомобила, иако у том периоду уопште није имала аутомобил, већ их је користила да очисти шест прљавих аутомобила који су паркирани испред њене зграде.

- Опседнута је чишћењем до те мере да чисти чак и своје уређаје за чишћење. Користи пајалицу да очисти свој усисивач, и изражава жаљење што не постоји још мањи усисивач којим би усисала пајалицу.

### Такмичарски дух
Моника има веома изражен такмичарски дух. Основни мото приликом такмичења јој је „да правила помажу да се забава контрoлише“. Њен такмичарски дух долази до изражаја у следећим ситуацијама:
- Када се једном приликом Рос и Џои добацују лоптицом у њиховом стану, Моника им се придружује и то претвара у такмичење како би видели колико дуго могу да се непрекидно добацују лоптицом.

- Приликом игре коју је организовао Рос, а чији је циљ био да се утврди колико се добро Пријатељи међусобно познају, Моника је прокоцкала Рејчелин и свој стан, и њих две су морале да пређу у Џоијев и Чендлеров стан.

Моника има и веома изражен спортски дух. Комбинација такмичарског и спортског духа омогућава јој да у спорту неретко може да парира мушкарцима. Њен спортски дух долази до изражаја у следећим ситуацијама:
- Приликом заједничког одмора на Барбадосу, Моника је постала опседнута побеђивањем Фибиног дечка Мајка у стоном тенису.

- Док су били деца, Моника је Росу поломила нос приликом свађе за време једне рагби утакмице.

### Шефовање
Моника ужива да шефује, односно да у свему буде главна, што стално ставља до знања Чендлеру, свом супругу, тако што из њихових расправа увек изађе као победник. Њена жеља да у свему буде главна долази до изражаја у следећим ситуацијама:
- Када је постала организатор Фибиног венчања, наредила је да сви догађаји теку по „војном времену“. Такође када Фибина здравица потраје више него што је Моника превидела, она почиње да кашље и бесно показује на свој сат, како би натерала Фиби да пожури.

- Када је заједно са Фиби водила организацију забаве изненађења за Рејчелин рођендан, Моника себе поставља за главну у свему, док Фиби „поверава“ место главог задуженог за шољице и лед.

## Дебела Моника
„Дебела Моника“ је појам који је Монику пратио кроз целу серију. Као дете и тинејџер је била јако гојазна, али је до своје 18. године изгубила сав свој вишак килограма. Њена прекомерна тежина је описана у следећим ситуацијама:
- Када је била у обданишту, учитељице су морале да доведу ученика средње школе како би могла да се клацка са неким.

- Када се придружила „Смеђим птицама“, женском извиђачком удружењу у САД-у, појела је све колачиће које је требало да прода, тако да је њен отац морао да плати све што је појела.

- Када је покушавала да направи колаче по рецепту Фибине баке, Моника је морала да испече 20 плехова колача, и напоменула је да није испекла толико колача још од 1. године средње школе. Када ју је Фиби питала да ли је тада пекла колаче за продају, она је одговорила да није, већ да је пекла себи ужину за петак увече.

- Када су је једном приликом родитељи послали у кревет без вечере, појела је макароне са кутије за накит коју је направила.

- Рос једном приликом објашњава да је породични пас Гелерових, Чи Чи, морао на операцију колена зато што га је Моника, када је имала 11 година и 90 килограма, свакодневно јахала.

- Када је неко Росу замерио због брзине којом једе, увређено је узвратио да је одрастао поред Монике, а да ако поред ње не једете брзо, одна уопште не једете.

## Породица Гелер
Џек и Џуди Гелер су Моникини родитељи, а Рос је њен старији брат. Између Роса и Монике је одувек постојао ривалитет и стално су се свађали, тако да су своје навике задржали и када су одрасли, тако да често једно другом прете песницама.
Моникин отац, Џек Гелер, је пореклом Јевреј, тако да Моника потиче из јеврејске породице, мада никада није показала да је религиозна. Рос је једном приликом рекао како иде да купи Моники поклон за Хануку, а Моника је више пута споменула како је имала Бар Мицву.
Моникини родитељи у неким ситуацијама показују да су више наклоњени Росу него њој:
- Више воле када им Рос држи здравицу за годишњицу брака, јер он увек успе да расплаче све присутне.

- Њену собу из детињства су претворили у теретану, док је Росова остала нетакнута.

Исто тако се погодило да приликом поплаве гараже у кући Гелерових, све њене ствари из детињства су уништене, док су Росове остале читаве.
Моникина мајка, Џуди Гелер, често намерно игнорише Монику:
- На Фибином рођендану, у ресторану, Моника је види и изненађено каже: „Ено маме!“, и настави да објашњава како јој је мама рекла да не може да иде са њом на ручак зато што је ван града.

- Једном приликом је игнорисала Монику када јој је ова махала.

- Неколико пута је рекла Рејчел да јој је она као ћерка коју никада није имала.

## Љубавни живот
- Супруг: Чендлер Бинг
- Момци: Пол, Забавни Боби, Итан, Алан, Др Ричард Берк, Пит Бекер, Кип
- Кратке везе/изласци: Чип Метјуз, Стјуарт, Хулио, Тимоти Берк.

## Занимљивости
- Кортни Кокс се првобитно пријавила на аудицију за лик Рејчел, али је добила улогу Монике.

- Меги Вилер се пријавила за улогу Монике, али је добила улогу споредног лика Џенис.

- Глумица Лиа Ремини је такође била на аудицији за лик Монике.

- Глумица Џејми Герц је одбила понуду да игра Монику у овој серији.

- Лик Монике Гелер је првобитно требало да буде најстарији лик у серији, али је то измењено када је улогу добила Кортни Кокс Аркет.

- Моникин стан је место на којем се одвијао највећи део догађаја у серији.

- Писци серије су првобитно замислили да Моникин пар у серији буде Џои, а не Чендлер како је касније испало.

- Моника изговара прву реченицу у серији.